# 스크램제트
초음속 연소 램젯(Supersonic Combustion Ramjet) 또는 약어로서 스크렘젯(SCramjet)은 램젯의 한 변형된 형태이다. 초음속 연소 램젯 엔진은 항공기용 동력 기관으로서, 제트진의 한 형태로 분류될 수 있다.

## 구성
초음속 연소 램젯 엔진은 램젯 엔진과 마찬가지로 공기 흡입구, 연소실 및 노즐로 구성된다. 그러나 이러한 구성은 초음속 연소 램젯 엔진의 각 부분에서 발생하는 공기역학적 현상에 따라 구분하여 설명하는 것일 뿐이다. 실제로 스크램젯 엔진은 하나의 긴 관과 같은 단순한 형상으로서, 길이 방향에 따라 그 단면적만이 달라질 뿐이다.

## 터보젯 및 터보팬과의 비교

램젯의 원리

초음속 연소 엔진의 원리

터보젯 및 터보팬과 비교하면, 스크램젯은 공기를 압축시키는 데 압축기와 같은 회전하는 구성품을 사용하지 않는다는 특징이 있으며, 이러한 점은 램젯과 동일하다. 램젯과 초음속 연료 엔진은 모두 공기를 압축시키는 데 충격파를 사용한다.

## 로켓과의 비교
로켓은 비행체 내부에 연료를 저장하고 있을 뿐만 아니라, 연료를 연소시키는 데 필요한 산화제도 저장하고 있다. 따라서 로켓은 공기가 희박하거나 없는 우주 공간에서도 연료를 연소시켜 추력을 발생시킬 수 있다. 반면에 스크램젯을 포함하여 램젯이나 모든 가스터빈엔진은 산화제를 따로 저장하지 않고, 대기를 흡입하여 그 속에 존재하는 산소를 산화제로 사용한다. 따라서 이러한 엔진은 공기가 없는 곳에서는 연소를 할 수 없다.

## 램젯과의 비교
램젯에서, 공기는 흡입구 내에서 경사충격파 및 수직충격파를 형성하게 되며, 결과적으로 흡입구를 지나면 아음속으로 감속되어 연소실에 유입된다.
그러나 스크램젯 엔진에서는, 공기가 흡입구 내에서 경사충격파 만을 형성하며, 흡입구를 지나면서 감속이 되기는 하나 초음속으로 유지된 채 연소실에 유입된다.

## 특징
공기가 흡입구에서 충격파를 형성할 때에는 압력 손실이 동반된다. 흡입구에 의한 공기 감속의 폭이 크면 클수록 압력 손실이 커진다. 압력 손실은 엔진의 추력 감소로 이어진다. 램젯 엔진의 경우, 공기가 연소실에 유입될 때에는 아음속으로 감속되어야 하기 때문에, 램젯 엔진을 장착한 비행체가 실질적으로 낼 수 있는 속도는 이론적으로 마하 6 정도이고, 현실적으로는 마하 4를 넘기 어렵다.
초음속 연료 엔진은 램젯 엔진의 이러한 속도 한계를 넘을 수 있는 대안으로서 고안되었다. 초음속 연료 엔진은 흡입되는 공기를 엔진 내부에서 음속 이하로 감속시키기 않아도 되기 때문에, 램젯 엔진에 비하여 더 빠른 비행 속도에서도 흡입구에서의 압력 손실을 줄일 수 있다. 결과적으로 초음속 연료 엔진을 장착한 비행체는 이론적으로 최대 마하 15 혹은 그 이상의 속도를 낼 수 있다.

## 기술적 어려움
현재 세계 10여개국에서 연구 개발을 추진하고 있기는 하나, 초음속 연소 렘젯 엔진은 아직 실용화되지 못하고 있다. 이는 다음과 같은 이유에서이다.

### 초음속 연소 문제
초음속 연소 렘젯 엔진의 핵심은 연소실에서 유동이 초음속으로 유지된다는 점이다. 이러한 초음속 유동에서 연료를 점화하고 연소를 유지하는 초음속 연소 문제가 초음속 연소 렘젯 엔진의 핵심 기술이다. 하지만 일반적인 연료는 아음속이상에서 연소를 유지하지 못한다.

### 고온 재료 및 냉각 문제
초음속 연소 렘젯 엔진은 매우 빠른 비행 속도를 목표로 하기 때문에 엔진의 표면은 공력가열(공기와의 마찰에 의한 가열)에 의해 그 온도가 크게 높아지게 된다. 또한 엔진의 내부에서도 흡입구 내에서 공기가 충격파를 형성하여 온도가 크게 상승하게 되며, 여기에 연료를 더해 연소를 시키므로 연소실 내부 및 그 하류에서의 온도는 더욱 상승하게 된다. 이에 따라 고온에서도 견딜 수 있는 재료를 사용하는 문제, 그리고 재료를 냉각하는 문제가 기술적 장벽이 된다.

### 보조 엔진의 필요성
초음속 연소 렘젯 엔진은 흡입구에서의 충격파가 형성되어 공기가 압축되어야만 추력이 발생된다. 따라서 비행체의 비행 속도가 충분히 나기 전까지는 엔진이 추력을 발생하지 못한다. 이는 램젯의 경우도 마찬가지이다.
따라서, 실제로 비행체에서 사용되기 위해서는, 정지 상태로부터 시작하여 초음속 연소 렘젯 엔진이 충분한 추력을 발생시킬 수 있을 때까지는 다른 형태의 엔진(로켓이나 터보팬 등)이 비행체를 가속하여야만 한다.

## 같이 보기
- 아방가르드 (미사일)